# Combat des Centaures et des Lapithes
Combat des Centaures et des Lapithes – en italien, Lotta tra centauri e Lapiti – est un tableau réalisé vers 1500-1515 par le peintre italien Piero di Cosimo. De format horizontal, cette peinture à l'huile exécutée sur un panneau de bois qui a pu servir de spalliera est une peinture mythologique illustrant un passage des Métamorphoses d'Ovide. Elle représente le combat des Centaures contre les Lapithes, avec au centre, au premier plan, un couple blessé partageant un baiser dans un dernier moment de tendresse. Legs de Charles Haslewood Shannon en 1937, l'œuvre est conservée à la National Gallery, à Londres, au Royaume-Uni.